# 何塞普·马里亚·苏维拉克斯
何塞普·马里亚·苏维拉克斯-西查尔（加泰隆尼亞語發音：[ʒuˈzɛb məˈɾi.ə suβiˈɾaks]，1927年3月11日—2014年4月7日），是一名西班牙雕塑家和画家。他最著名的作品是巴塞罗那的圣家大教堂的长方形会堂。
2014年4月7日，他因帕金森氏病去世，享年87岁。